# بوزیسکا (استان اشوی‌داشکسیه)
بوزیسکا (به لهستانی: Budziska) یک منطقهٔ مسکونی در لهستان است که در گمینا ووبنگتسه (استان اشوی‌داشکسیه) واقع شده‌است. بوزیسکا ۱۵۸٫۵ متر بالاتر از سطح دریا واقع شده‌است.